# Velké egyptské muzeum
Velké egyptské muzeum (anglicky The Grand Egyptian Museum) se má v budoucnu stát hlavním centrem, které bude přechovávat a vystavovat cenné artefakty z historie Egypta. Vyrůstá nedaleko pyramid v Gíze a hlavního města Káhiry. Výstavbě muzea, které bude zaujímat plochu asi 50 ha a bude obehnáno mohutnou zdí, předcházela nejrozsáhlejší architektonická soutěž v historii. O prvenství v ní usilovalo 1557 návrhů z 82 zemí. Zvítězilo irské architektonické studio Heneghan Peng Architects z Dublinu.
V současnosti jsou památná díla starověku v Egyptě soustředěna v muzeu v Káhiře, jehož kapacita však již není dostačující.

## Architektonická soutěž
Soutěž byla vyhlášena 7. ledna 2002. Z historicky rekordního množství návrhů jich 20 postoupilo do užšího výběru, posuzování bylo dokončeno 2. června 2003. Vítězná firma Heneghan Peng Architects byla založena v roce 1999 v New Yorku, ale v roce 2001 přesídlila do Dublinu. Jejími zakladateli jsou Roisin Heneghan a Shi Fu Peng. V době konání soutěže v ní pracovalo jen pět lidí. Při další práci na projektu muzea začala spolupracovat s britskou firmou Buro Happold.
Mezi dvacítku nejlepších se dostal i projekt českých architektů Martina Roubíka a Reginy Loukotové. Spolu s dalšími šesti projekty nakonec získali čestné uznání.

## Stavba
Stavba má být částečně zapuštěná do země s výhledem na pyramidy. Obehnána bude zdí z trojúhelníků, která má být složena z půl milionu kamenů. Návštěvníci by v něm měli mít možnost vidět i sochu Ramsese II., která je přibližně 3200 let stará.
Muzeum se rozkládá na ploše 49 ha.

## Realizace a financování
Termín realizace se několikrát posunul. Podle původních plánů měl být projekt dokončen již v roce 2008. Poté se hovořilo o zahájení na začátku roku 2009 a dokončení v roce 2010. Výstavba však byla zahájena až v březnu 2012, hotova byla až v roce 2023. Výstavbu muzea zbrzdila finanční krize 2008, arabské jaro 2011 a pandemie covidu-19.
Odhadovaná cena výstavby v roce 2008 dosahovala 550 milionů dolarů (asi 10,7 mld. Kč), v roce 2012 se již udávalo 63 mld. jenů (asi 12,3 mld. Kč) či 5 mld. EGP (asi 13,9 mld. Kč). Značná část stavby má být přitom financována z japonských půjček.
Komplex v současné době (2024) nabízí omezené prohlídky, aby se před oficiálním otevřením prověřila připravenost zařízení a zkušenosti návštěvníků. Přístup je v současné době omezen na Velký sál, prodejní prostory a venkovní zahrady. Všechny ostatní vnitřní prostory, včetně přístupu do galerií a sbírek, jsou až do oficiálního otevření omezeny.
Ačkoli nebylo oficiálně oznámeno datum otevření, v červenci 2023 ministr cestovního ruchu a starožitností uvedl, že "předpokládá" otevření mezi říjnem 2023 a únorem 2024.